# Pedicinus
Pedicinidae är en familj av blodsugande löss, med det enda släktet Pedicinus, som omfattar 14 arter.
Arter enligt Catalogue of Life:
- Pedicinus albidus
- Pedicinus ancoratus
- Pedicinus badii
- Pedicinus cercocebi
- Pedicinus colobi
- Pedicinus cynopitheci
- Pedicinus eurygaster
- Pedicinus ferrisi
- Pedicinus hamadryas
- Pedicinus miopitheci
- Pedicinus obtusus
- Pedicinus patas
- Pedicinus pictus
- Pedicinus veri